# Drama en vers i vers dramàtic
Un drama en vers és qualsevol drama escrit de manera significativa en vers (és a dir: amb finals amb rima) per ser interpretat per un actor davant un públic. Tot i que el drama en vers no necessita ser principalment en vers per ser considerat com a tal, parts importants de l'obra haurien d'estar en vers per qualificar-lo així.
Durant un període molt llarg, el drama en vers va ser la forma dominant de drama a Europa (i també va ser important a les cultures no europees). La tragèdia grega i les obres de Racine estan escrites en vers, com gairebé totes les obres de William Shakespeare, Ben Jonson i John Fletcher, i altres obres com Faust de Goethe i les primeres obres de Henrik Ibsen. A la major part d'Europa, el drama en vers ha continuat sent una forma d'art destacada, mentre que, almenys popularment, ha estat lligat gairebé exclusivament a Shakespeare en la tradició anglesa, tot i així, en llengua anglesa, el vers ha continuat.

## Nou mil·lenni
En el nou mil·lenni, hi ha hagut un ressorgiment de l'interès per la forma de drama en vers. Alguns d'ells ho fan en vers blanc o pentàmetre iàmbic i s'esforcen en conversar els estils d'escriptura de Shakespeare. King Charles III de Mike Bartlett, escrit en pentàmetre iàmbic, va ser interpretat al West End i Broadway, a part de ser filmat amb el repartiment original per a la BBC. Així mateix, La Bete de David Hirson, que intenta recrear les farses de Molière en cobles rimades, va gaudir de diverses produccions destacades a banda i banda de l'Atlàntic. David Ives, conegut sobretot per la seva obra curta i absurda, s'ha dedicat a la "transladaptation" (paraula seva) en els seus darrers anys: traduint i actualitzant farses franceses, com The School for Lies i The Metromaniacs, ambdues estrenes a Nova York. Ciutat. Amb l'interès renovat per la dramatúrgia en vers, les companyies de teatre cerquen obres de "nou Shakespeare" per produir. Empreses com Red Bull Theatre de la ciutat de Nova York (anomenada així pel teatre històric del mateix nom) s'especialitzen en la producció de "transladaptations" d'Ives, així com obres de teatre en versos obscurs. Turn to Flesh Productions, una companyia de teatre de la ciutat de Nova York fundada per l'especialista en drama en vers, Emily CA Snyder, desenvolupa directament noves obres de teatre en vers amb dramaturgs vius, amb la missió de crear papers vibrants per a dones i persones poc representades en l'art clàssic. El 2017, l'American Shakespeare Center va fundar Shakespeare's New Contemporaries (SNC), que sol·licita noves obres de teatre vis a vis amb el cànon de Shakespeare. Això va ser parcialment com a resposta a l'Oregon Shakespeare Festival que va encarregar versions "en anglès modern" de les obres de Shakespeare.

## Formes híbrides
Tanmateix, el segle XXI també va veure que els professionals del teatre utilitzaven vers i formes híbrides en una selecció molt més àmplia de texts dramàtics i representacions i formes teatrals que les inspirades per Shakespeare. Una investigadora transnacional, Kasia Lech, va demostrar que les pràctiques contemporànies arriben al vers per posar a prova els límits del drama en vers i les seves tradicions en el teatre occidental, inclòs el teatre en anglès, però també el polonès, l'espanyol i el rus. Lech argumenta que el vers és especialment rellevant per a la pràctica del teatre contemporani perquè la relació dialògica entre els seus nivells rítmics i lèxics parla de la naturalesa pluralista del món globalitzat. Lech parla de com artistes com el polonès Radosław Rychcik i el hispano-britànic Teatro Inverso utilitzen el vers en contextos multilingües "com a eina performant per a participar i reflexionar sobre els processos interlingües com a força sociopolítica i com a plataforma per a dramatúrgies de l'estrangeria". El nigerià Inua Ellams explora la seva identitat que escapa de les fronteres geogràfiques, nacionals i temporals. La russa Olga Shilyaeva en el seu 2018 28 дней. Трагедия менструального цикла (28 dies. La tragèdia d'un cicle menstrual) utilitza el vers per parlar de l'experiència de la menstruació. L'irlandesa Stefanie Preissner a les seves obres Our Father (2011) i Solpadeine Is My Boyfriend (2012) juga amb l'autobiografia i les seves múltiples identitats “com a personatge que interpreta, com a: intèrpret, escriptora i veu d'una jove generació d'Irlanda davant el canvis polítics, socials i personals dràstics i buscant desesperadament la previsibilitat".

## Vers dramàtic
El vers dramàtic apareix en una obra dramàtica, com ara una obra de teatre, composta en forma poètica. La tradició del vers dramàtic s'estén almenys fins a l'antiga Grècia.
El Renaixement anglès va veure l'auge del vers dramàtic al món de parla anglesa, amb dramaturgs com Ben Jonson, Christopher Marlowe i William Shakespeare desenvolupant noves tècniques, tant per a l'estructura dramàtica com per a la forma poètica. Tot i que algunes obres de teatre, per exemple El somni d'una nit d'estiu, presenten passatges extensos de versos rimats, la majoria dels versos dramàtics estan composts com a vers blanc ; també hi ha passatges de prosa.
El vers dramàtic va començar a disminuir en popularitat al segle xix, quan els estils prosaics i conversacionals de dramaturgs com Henrik Ibsen es van fer més freqüents, i van ser adaptats a l'anglès per George Bernard Shaw. El drama en vers va tenir un paper especial en el desenvolupament del teatre irlandès.